# Jade Leitão
Jade Kathleen Leitao (sinh ngày 13 tháng 7 năm 1983) là một cầu thủ bóng rổ nữ của Cabo Verde.